# Supercopa Libertadores de 1994
A Supercopa Libertadores 1994 foi a sétima edição deste torneio de futebol que reunia os clubes campeões da Taça Libertadores da América. O campeão foi o Independiente, da Argentina, que na final venceu a equipe do Boca Juniors.

## Participantes
| Argentina          |                |                                                                      |
| Clube              | Cidade         | Classificação                                                        |
| ------------------ | -------------- | -------------------------------------------------------------------- |
| Argentinos Juniors | Buenos Aires   | Campeão da Libertadores de 1985                                      |
| Boca Juniors       | Buenos Aires   | Campeão da Libertadores de 1977 e 1978                               |
| Estudiantes        | La Plata       | Campeão da Libertadores de 1968, 1969 e 1970                         |
| Independiente      | Avellaneda     | Campeão da Libertadores de 1964, 1965, 1972, 1973, 1974, 1975 e 1984 |
| Racing             | Avellaneda     | Campeão da Libertadores de 1967                                      |
| River Plate        | Buenos Aires   | Campeão da Libertadores de 1986                                      |
| Brasil             |                |                                                                      |
| Clube              | Cidade         | Classificação                                                        |
| Cruzeiro           | Belo Horizonte | Campeão da Libertadores de 1976                                      |
| Flamengo           | Rio de Janeiro | Campeão da Libertadores de 1981                                      |
| Grêmio             | Porto Alegre   | Campeão da Libertadores de 1983                                      |
| Santos             | Santos         | Campeão da Libertadores de 1962 e 1963                               |
| São Paulo          | São Paulo      | Campeão da Libertadores de 1992 e 1993                               |
| Chile              |                |                                                                      |
| Clube              | Cidade         | Classificação                                                        |
| Colo-Colo          | Santiago       | Campeão da Libertadores de 1991                                      |
| Colômbia           |                |                                                                      |
| Clube              | Cidade         | Classificação                                                        |
| Atlético Nacional  | Medellín       | Campeão da Libertadores de 1989                                      |
| Paraguai           |                |                                                                      |
| Clube              | Cidade         | Classificação                                                        |
| Olimpia            | Assunção       | Campeão da Libertadores de 1979 e 1990                               |
| Uruguai            |                |                                                                      |
| Clube              | Cidade         | Classificação                                                        |
| Nacional           | Montevidéu     | Campeão da Libertadores de 1971, 1980 e 1988                         |
| Peñarol            | Montevidéu     | Campeão da Libertadores de 1960, 1961, 1966, 1982 e 1987             |

## Tabela

### Primeira fase
Jogos de ida
| 7 de setembro de 1994 | River Plate                 | 2 – 2 | Nacional | Buenos Aires (Argentina)     |
|                       | Francescoli 18' (P) · Amato |       | Canobbio | Árbitro: Salvador Imperatore |

| 7 de setembro de 1994 | Olimpia                | 2 – 0 | Cruzeiro | Assunção (Paraguai)       |
|                       | M. Sanabria · Delvalle |       |          | Árbitro: Javier Castrilli |

| 8 de setembro de 1994 | Santos       | 1 – 0 | Independiente | Santos (SP)            |
|                       | Rambert (GC) |       |               | Árbitro: Alfredo Rodas |

| 13 de setembro de 1994 | Flamengo | 0 – 0 | Estudiantes | Maracanã, Rio de Janeiro (RJ) |
|                        |          |       |             | Árbitro: Eduardo Dluzniewski  |

| 14 de setembro de 1994 | Peñarol    | 1 – 0 | Boca Juniors | Montevidéu (Uruguai)               |
|                        | Bengoechea |       |              | Árbitro: Márcio Rezende de Freitas |

| 15 de setembro de 1994 | Colo-Colo         | 4 – 1 | Argentinos Juniors | Santiago (Chile) |
|                        | Toninho · Pizarro |       | Carlos Torres      | Árbitro: Chappel |

| 15 de setembro de 1994 | Grêmio  | 1 – 1 | Racing         | Porto Alegre (RS)     |
|                        | Fabinho |       | Claudio García | Árbitro: Juan Escobar |

| 21 de setembro de 1994 | Atlético Nacional | 0 – 2 | São Paulo     | Medellín (Côlombia) |
|                        |                   |       | Caio · Euller |                     |

Jogos de volta
| 21 de setembro de 1994 | Nacional | 0 – 1 | River Plate | Montevidéu (Uruguai) |
|                        |          |       | Amato       | Árbitro: João Araujo |

| 22 de setembro de 1994 | Cruzeiro                      | 4 – 0 | Olimpia | Belo Horizonte (MG) |
|                        | Cleisson · Nonato · Edenilson |       |         |                     |

| 22 de setembro de 1994 | Independiente                   | 4 – 0 | Santos | Avellaneda (Argentina) |
|                        | Arzeno · Usuriaga · Rambert (P) |       |        | Árbitro: Julio Matto   |

| 27 de setembro de 1994 | Estudiantes       | 2 – 0 | Flamengo | Jorge Luis Hirschi, La Plata (Argentina) |
|                        | Ferreira · Méndez |       |          | Árbitro: Sabino Farina                   |

| 28 de setembro de 1994 | Boca Juniors                        | 4 – 1 | Peñarol  | Buenos Aires (Argentina)           |
|                        | Da Silva · Carranza · Pico · Fabbri |       | Aguilera | Árbitro: Cláudio Vinícius Cerdeira |

| 28 de setembro de 1994 | Argentinos Juniors | 1 – 1 | Colo-Colo | Buenos Aires (Argentina) |
|                        | Comas              |       | Vega      | Árbitro: Rene Ortube     |

| 29 de setembro de 1994 | Racing     | 1 – 2 | Grêmio              | Avellaneda (Argentina)     |
|                        | De Vicente |       | Fabinho · Carlinhos | Árbitro: José Luis da Rosa |

| 28 de setembro de 1994 | São Paulo | 1 – 1 | Atlético Nacional | São Paulo (São Paulo)       |
|                        | Palhinha  |       | Serna (P)         | Árbitro: Francisco Lamolina |

### Quartas-de-final
Jogos de ida
| 5 de outubro de 1994 | Colo-Colo                    | 2 – 1 | São Paulo | Santiago (Chile) |
|                      | Etcheverry (P) · Pizarro (P) |       | Ailton    | Árbitro: A. Hay  |

| 5 de outubro de 1994 | Estudiantes | 1 – 0 | Cruzeiro | Jorge Luis Hirschi, La Plata (Argentina) |
|                      | Verón       |       |          | Árbitro: Epifano Gonzalez                |

| 5 de outubro de 1994 | Grêmio | 1 – 1 | Independiente | Porto Alegre (RS)            |
|                      | Ayupe  |       | Rambert       | Árbitro: Salvador Imperatore |

| 5 de outubro de 1994 | River Plate | 0 – 0 | Boca Juniors | Buenos Aires (Argentina)  |
|                      |             |       |              | Árbitro: Javier Castrilli |

Jogos de volta
| 12 de outubro de 1994 | São Paulo                           | 4 – 1 | Colo-Colo | São Paulo (São Paulo)  |
|                       | Euller · Aílton · Muller · Palhinha |       | Fracchia  | Árbitro: Armando Perez |

| 12 de outubro de 1994 | Cruzeiro                                | 3 – 0 | Estudiantes | Mineirão, Belo Horizonte (MG) |
|                       | Roberto Gaúcho · Nonato (P) · Edenilson |       |             | Árbitro: Julio Matto          |

| 12 de outubro de 1994 | Independiente            | 2 – 0 | Grêmio | Avellaneda (Argentina) |
|                       | Usuriaga · Gustavo López |       |        | Árbitro: Juan Escobar  |

| 12 de outubro de 1994 | Boca Juniors | 1 – 1 | River Plate | Buenos Aires (Argentina)    |
|                       | Carranza     |       | Francescoli | Árbitro: Francisco Lamolina |

|                                           |     | Penalidades                                   |  |
| Márcico: Da Silva: Rudman: Acuña: Gamboa: | 5–4 | Francescoli: Amato: Rivarola: Silvani: Berti: |  |

### Semifinais
Jogos de ida
| 19 de outubro de 1994 | Boca Juniors           | 2 – 0 | São Paulo | Buenos Aires (Argentina)     |
|                       | Carranza · Márcico (P) |       |           | Árbitro: Salvador Imperatore |

| 19 de outubro de 1994 | Cruzeiro  | 1 – 0 | Independiente | Belo Horizonte (MG)       |
|                       | Edenilson |       |               | Árbitro: Epifano Gonzalez |

Jogos de volta
| 26 de outubro de 1994 | São Paulo | 1 – 0 | Boca Juniors | São Paulo (São Paulo) |
|                       | Caio      |       |              | Árbitro: Julio Matto  |

| 26 de outubro de 1994 | Independiente                   | 4 – 0 | Cruzeiro | Avellaneda (Argentina) |
|                       | Usuriaga · Rambert · Serrizuela |       |          | Árbitro: Alfredo Rodas |

### Finais
1° jogo
| 3 de novembro de 1994 | Boca Juniors    | 1 – 1 | Independiente     | Buenos Aires (Argentina) |
|                       | Sergio Martínez |       | Sebastián Rambert | Árbitro: Roberto Ruscio  |

2° jogo
| 9 de novembro de 1994 | Independiente     | 1 – 0 | Boca Juniors | Avellaneda (Argentina)      |
|                       | Sebastián Rambert |       |              | Árbitro: Francisco Lamolina |

## Confrontos
|  | Oitavas de final | Oitavas de final   | Oitavas de final | Oitavas de final |                   |                | Quartas de final | Quartas de final | Quartas de final |  |              | Semifinais | Semifinais | Semifinais |  |              | Final | Final | Final | Final | Final |
|  |                  |                    |                  |                  |                   |                |                  |                  |                  |  |              |            |            |            |  |              |       |       |       |       |       |
|  |                  |                    |                  |                  |                   |                |                  |                  |                  |  |              |            |            |            |  |              |       |       |       |       |       |
|  | 1                | Olimpia            | 2                | 0                |                   |                |                  |                  |                  |  |              |            |            |            |  |              |       |       |       |       |       |
|  | 16               | Cruzeiro           | 0                | 4                |                   |                |                  |                  |                  |  |              |            |            |            |  |              |       |       |       |       |       |
|  | 16               | Cruzeiro           | 0                | 4                |                   | Estudiantes-LP | 1                | 0                |                  |  |              |            |            |            |  |              |       |       |       |       |       |
|  |                  |                    |                  |                  |                   | Estudiantes-LP | 1                | 0                |                  |  |              |            |            |            |  |              |       |       |       |       |       |
|  |                  | Cruzeiro           | 0                | 3                |                   |                |                  |                  |                  |  |              |            |            |            |  |              |       |       |       |       |       |
|  | 8                | Cruzeiro           | 0                | 3                | Flamengo          | 0              | 0                |                  |                  |  |              |            |            |            |  |              |       |       |       |       |       |
|  | 8                |                    |                  |                  | Flamengo          | 0              | 0                |                  |                  |  |              |            |            |            |  |              |       |       |       |       |       |
|  | 9                | Estudiantes-LP     | 0                | 2                |                   |                |                  |                  |                  |  |              |            |            |            |  |              |       |       |       |       |       |
|  | 9                | Estudiantes-LP     | 0                | 2                |                   |                |                  |                  |                  |  | Cruzeiro     | 1          | 0          |            |  |              |       |       |       |       |       |
|  |                  |                    |                  |                  |                   |                |                  |                  |                  |  | Cruzeiro     | 1          | 0          |            |  |              |       |       |       |       |       |
|  |                  | Independiente      | 0                | 4                |                   |                |                  |                  |                  |  |              |            |            |            |  |              |       |       |       |       |       |
|  | 5                | Independiente      | 0                | 4                | Santos            | 1              | 0                |                  |                  |  |              |            |            |            |  |              |       |       |       |       |       |
|  | 5                |                    |                  |                  | Santos            | 1              | 0                |                  |                  |  |              |            |            |            |  |              |       |       |       |       |       |
|  | 12               | Independiente      | 0                | 4                |                   |                |                  |                  |                  |  |              |            |            |            |  |              |       |       |       |       |       |
|  | 12               | Independiente      | 0                | 4                |                   | Grêmio         | 1                | 0                |                  |  |              |            |            |            |  |              |       |       |       |       |       |
|  |                  |                    |                  |                  |                   | Grêmio         | 1                | 0                |                  |  |              |            |            |            |  |              |       |       |       |       |       |
|  |                  | Independiente      | 1                | 2                |                   |                |                  |                  |                  |  |              |            |            |            |  |              |       |       |       |       |       |
|  | 4                | Independiente      | 1                | 2                | Grêmio            | 1              | 2                |                  |                  |  |              |            |            |            |  |              |       |       |       |       |       |
|  | 4                |                    |                  |                  | Grêmio            | 1              | 2                |                  |                  |  |              |            |            |            |  |              |       |       |       |       |       |
|  | 13               | Racing Club        | 1                | 1                |                   |                |                  |                  |                  |  |              |            |            |            |  |              |       |       |       |       |       |
|  | 13               | Racing Club        | 1                | 1                |                   |                |                  |                  |                  |  |              |            |            |            |  | Boca Juniors | 1     | 0     |       |       |       |
|  |                  |                    |                  |                  |                   |                |                  |                  |                  |  |              |            |            |            |  | Boca Juniors | 1     | 0     |       |       |       |
|  |                  | Independiente      | 1                | 1                |                   |                |                  |                  |                  |  |              |            |            |            |  |              |       |       |       |       |       |
|  | 2                | Independiente      | 1                | 1                | Atlético Nacional | 0              | 1                |                  |                  |  |              |            |            |            |  |              |       |       |       |       |       |
|  | 2                |                    |                  |                  | Atlético Nacional | 0              | 1                |                  |                  |  |              |            |            |            |  |              |       |       |       |       |       |
|  | 15               | São Paulo          | 2                | 1                |                   |                |                  |                  |                  |  |              |            |            |            |  |              |       |       |       |       |       |
|  | 15               | São Paulo          | 2                | 1                |                   | Colo Colo      | 2                | 1                |                  |  |              |            |            |            |  |              |       |       |       |       |       |
|  |                  |                    |                  |                  |                   | Colo Colo      | 2                | 1                |                  |  |              |            |            |            |  |              |       |       |       |       |       |
|  |                  | São Paulo          | 1                | 4                |                   |                |                  |                  |                  |  |              |            |            |            |  |              |       |       |       |       |       |
|  | 7                | São Paulo          | 1                | 4                | Colo Colo         | 4              | 1                |                  |                  |  |              |            |            |            |  |              |       |       |       |       |       |
|  | 7                |                    |                  |                  | Colo Colo         | 4              | 1                |                  |                  |  |              |            |            |            |  |              |       |       |       |       |       |
|  | 10               | Argentinos Juniors | 1                | 1                |                   |                |                  |                  |                  |  |              |            |            |            |  |              |       |       |       |       |       |
|  | 10               | Argentinos Juniors | 1                | 1                |                   |                |                  |                  |                  |  | Boca Juniors | 2          | 0          |            |  |              |       |       |       |       |       |
|  |                  |                    |                  |                  |                   |                |                  |                  |                  |  | Boca Juniors | 2          | 0          |            |  |              |       |       |       |       |       |
|  |                  | São Paulo          | 0                | 1                |                   |                |                  |                  |                  |  |              |            |            |            |  |              |       |       |       |       |       |
|  | 6                | São Paulo          | 0                | 1                | River Plate       | 2              | 1                |                  |                  |  |              |            |            |            |  |              |       |       |       |       |       |
|  | 6                |                    |                  |                  | River Plate       | 2              | 1                |                  |                  |  |              |            |            |            |  |              |       |       |       |       |       |
|  | 11               | Nacional           | 2                | 0                |                   |                |                  |                  |                  |  |              |            |            |            |  |              |       |       |       |       |       |
|  | 11               | Nacional           | 2                | 0                |                   | River Plate    | 0                | 1(4)             |                  |  |              |            |            |            |  |              |       |       |       |       |       |
|  |                  |                    |                  |                  |                   | River Plate    | 0                | 1(4)             |                  |  |              |            |            |            |  |              |       |       |       |       |       |
|  |                  | Boca Juniors       | 0                | 1(5)             |                   |                |                  |                  |                  |  |              |            |            |            |  |              |       |       |       |       |       |
|  | 3                | Boca Juniors       | 0                | 1(5)             | Peñarol           | 1              | 0                |                  |                  |  |              |            |            |            |  |              |       |       |       |       |       |
|  | 3                |                    |                  |                  | Peñarol           | 1              | 0                |                  |                  |  |              |            |            |            |  |              |       |       |       |       |       |
|  | 14               | Boca Juniors       | 0                | 4                |                   |                |                  |                  |                  |  |              |            |            |            |  |              |       |       |       |       |       |

| Supercopa Libertadores 1994       |
| --------------------------------- |
| Independiente Campeão (1º título) |